# Brotschberg
Le Brotschberg, aussi appelé Brotsch, est un sommet vosgien qui culmine à 542 mètres d'altitude. En son sommet fut érigée la tour du Brotsch qui offre une vue sur la plaine d'Alsace. En contrebas se trouve le village de Haegen.

## Géographie
Le Brotschberg est situé dans les Vosges savernoises, à environ cinq kilomètres au sud de Saverne. Il est délimité à l'est par la plaine d'Alsace, au sud-ouest par le ruisseau du Langenthal, affluent du Baerenbach qui délimite le Brotsch au nord-ouest. Celui-ci se jette à son tour dans la Zorn, celle-ci, ainsi qu'un autre de ses affluents, le Bischofsthal, circonscrivant la montagne au nord et au nord-est.
La présence humaine est marquée par les villages de Haegen et de Saint-Gall se trouvant sur les contreforts orientaux, ainsi que par le hameau de Stambach, situé au bord de la Zorn, au nord. Enfin, au sud, dans les hauteurs au-dessus de Saint-Gall, se trouve la maison forestière du Schaeferplatz.
Le sommet prend la forme de deux plateaux, superposés, où affleure le conglomérat rocheux, un grès rose à gros grains de type poudingue. Le plateau inférieur, le plus large, dispose de deux sources, à ses extrémité nord et ouest ; une troisième, tarie, semble s'être trouvée côté sud, à proximité d'une grotte naturelle.

## Histoire
Une présence humaine sur le Brotschberg est attestée dès le Néolithique, des outils et des pointes de flèche en silex, ainsi que des tessons de céramique ayant été retrouvés sur place. Ces éléments sont toutefois insuffisants pour dire s'il s'agissait d'une présence permanente ou épisodique.
Le site semble avoir été abandonné par la suite, aucune trace humaine datant de l'âge du bronze n'ayant été détectée. Cette situation change à l'époque de la civilisation des champs d'urnes, le plateau étant fortifié à cette époque. Une première enceinte, prenant la forme d'une levée de terre, se trouve ainsi sur le plateau inférieur, dont elle ferme le côté oriental, le seul à ne pas être naturellement protégé par un escarpement rocheux. Une seconde enceinte, en pierre sèche et très dégradée, clôture le plateau supérieur du côté sud-ouest, les autres faces étant là encore naturellement protégées.

## Monuments

### Tour du Brotsch
Le sommet est occupé par une tour construite à l’initiative du Club vosgien et inaugurée en 1897. Construite en grès rose, elle mesure dix-huit mètres de haut et est un pastiche de tour médiévale avec son parapet crénelé et doté de faux mâchicoulis. Un escalier en colimaçon de quatre-vingt-dix-sept marches permet d’accéder au sommet, duquel sont visibles les châteaux du Petit et Grand Geroldseck, du Haut-Barr, de Lichtenberg, ainsi que le rocher de Dabo et le Mont Sainte-Odile.

### Cuve de pierre

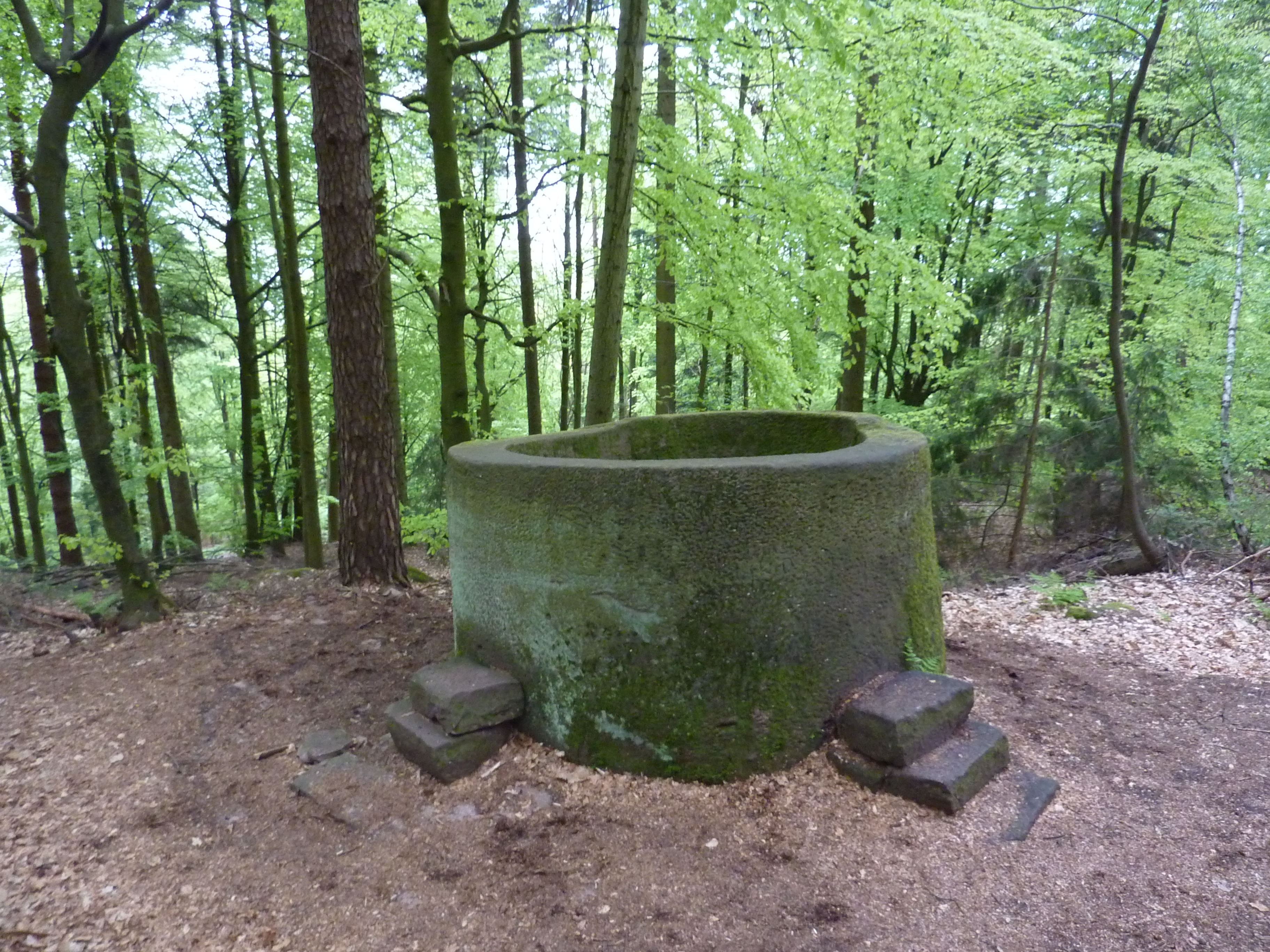
Cuve de pierre située à l'extrémité sud du sommet.

À la pointe sud du plateau inférieur se trouve une grande cuve circulaire de trois mètres de diamètre pour deux mètres de haut, taillée dans le grès. La datation et la raison d'être de cette cuve ne sont pas claires, mais elle aurait pu servir à collecter l'eau de la source qui se trouvait de ce côté.